# Rafael Biernaski

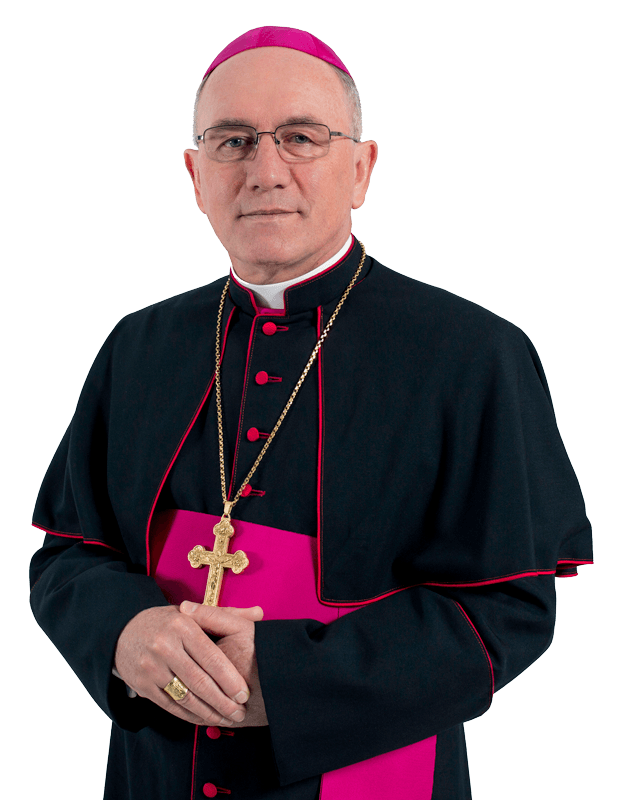
Rafael Biernaski, 2016

Rafael Biernaski (* 1. November 1955 in Curitiba, Bundesstaat Paraná, Brasilien) ist ein brasilianischer römisch-katholischer Geistlicher und Bischof von Blumenau.

## Leben
Rafael Biernaski trat 1968 ins Erzbischöfliche Kolleg und im Jahr 1975 ins Priesterseminar „Königin der Apostel“ ein. An der Pontifícia Universidade Católica do Paraná studierte er Philosophie und im „Studium Theologiciúm“ von Curitiba Theologie. Er empfing am 19. Dezember 1982 das Sakrament der Priesterweihe. 2007 wurde er nach einem Doktoratsstudium an der Päpstlichen Universität Gregoriana in Rom promoviert. Rafael Biernaski war Vize-Koordinator der Liturgiekommission im Erzbistum Curitiba, Spiritual des Kollegs São José und wirkte in Mexiko bei der Ausbildung von Erziehern in Priesterseminaren, bevor er an die römische Kurie berufen wurde, wo er in der Bischofskongregation im Vatikan tätig war. Er gehört dem aus dem Schönstatt-Institut Diözesanpriester an.
Am 4. Mai 2011 ernannte ihn Papst Benedikt XVI. zum Titularbischof von Ruspae und bestellte ihn zum Weihbischof in Curitiba. Der Erzbischof von São Salvador da Bahia, Geraldo Majella Kardinal Agnelo, spendete ihm am 1. Juli desselben Jahres die Bischofsweihe; Mitkonsekratoren waren der Erzbischof von Curitiba, Moacyr José Vitti CSS, und der emeritierte Erzbischof von Curitiba, Pedro Antônio Marchetti Fedalto. Als Weihbischof von Curitiba war er zuletzt Diözesanadministrator in Blumenau.
Am 24. Juni 2015 ernannte ihn Papst Franziskus zum Bischof von Blumenau. Die Amtseinführung fand am 29. August desselben Jahres statt.